# Serra Acaraí
La Serra Acaraí (en portuguès: Serra Acaraí; en anglès: Acarai Mountains) són unes muntanyes que formen la vora meridional de l'escut guaianès, i se situen a Guyana, a la frontera amb Brasil.
Són un conjunt de cims arrasats que no superen els 1000 metres i separen els rius que van cap al nord (creuant Guyana) per desaiguar a l'oceà Atlàntic dels que van cap al sud per desaiguar al riu Amazones.